# Schwarzburg
|  | Aquest article tracta sobre el municipi de Turíngia. Vegeu-ne altres significats a «Schwarzburg (desambiguació)». |

Schwarzburg és un municipi de l'estat alemany de Turíngia. Té una població estimada, a finals del 2023, de 510 habitants.